# احتراق

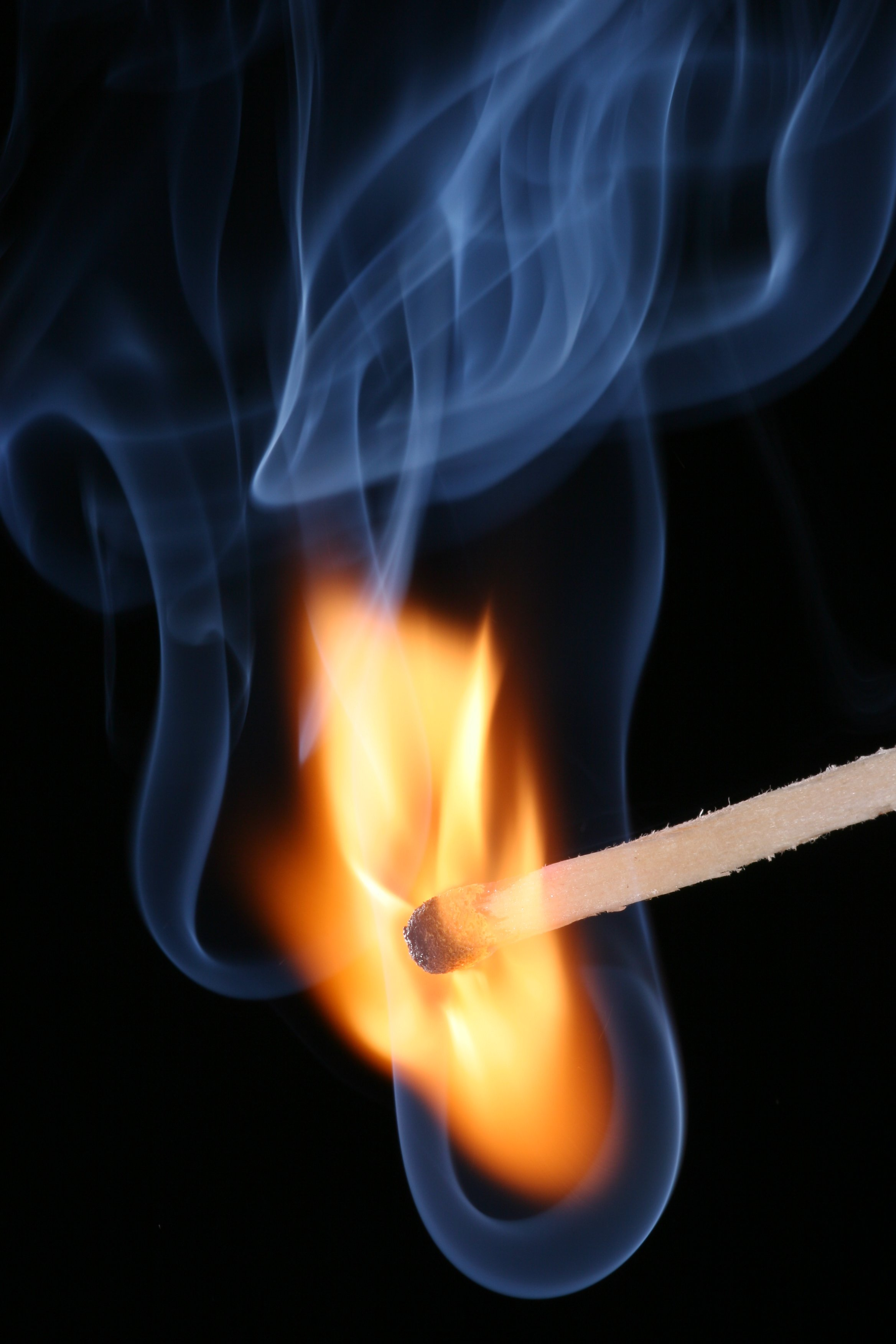
احتراق عود ثقاب وتصاعد الأدخنة.

الاحتراق هو تفاعل كيميائي بين مادتين ينتج عنه حرارة وانبعاثات غازية ويصاحبه لهب.

## تفاعلات الاحتراق
احتراق مادة هو تفاعل كيميائي يحدث بوجود الأكسجين {\displaystyle {\ce {O2}}} والكربون {\displaystyle {\ce {C}}} والهيدروجين {\displaystyle {\ce {H2}}} فمثلا معادلة الاحتراق التام للميثان
{\displaystyle {\ce {CH4 + 2O2 -> CO2 +2H2O}}}

### احتراق تام
هو الاحتراق الذي يكون فيه الأكسجين كافيا للاندماج مع كل ذرات الهيدروجين والكربون مثل معادلة الاحتراق التام للميثان
{\displaystyle {\ce {CH4 + 2O2 -> CO2 +2H2O}}}
فهنا ينتج الماء {\displaystyle {\ce {H2O}}} وثنائي أكسيد الكربون {\displaystyle {\ce {CO2}}} فقط ويكون لون النار ازرق غير متوهج في هذا المثال.

### احتراق غير تام
هو الاحتراق الذي لا يكون فيه الأكسجين كافيا للاندماج مع كل ذرات الهيدروجين والكربون في مثل معادلة الاحتراق غير التام للميثان
{\displaystyle {\ce {5CH4 + 13O2 -> 2CO2 +10H2O + 2CO + C}}}
فينتج الماء {\displaystyle {\ce {H2O}}} وثنائي أكسيد الكربون {\displaystyle {\ce {CO2}}} وهباب الفحم أو الكربون {\displaystyle {\ce {C}}} وأحادي أكسيد الكربون {\displaystyle {\ce {CO}}} وهو غاز خطير جدا يمكنه قتل الإنسان في دقائق ويكون لون النار اصفر متوهج في هذا المثال.